# Ugod
Ugod község Veszprém vármegyében, a Pápai járásban. 6279 hektáros kiterjedésével a vármegye harmadik legnagyobb közigazgatási területű községe.

## Fekvése
A település az Északi-Bakony nyugati lejtőin fekszik, gyakorlatilag a Kisalföld és a Bakony találkozásánál. Ugod jó kiindulás pontként szolgálhat a Magas-Bakony turista útvonalainak bejárásához, amelyek a falu határaitól nem messze húzódnak.
Az ország nyugati felének nagyobb városai, illetve turisztikai célpontjai közül Budapesttől mintegy 150, Veszprémtől és Győrtől egyaránt 60-60, Pápától 15, a Balatontól pedig nagyjából 70 kilométerre fekszik.

### Megközelítése
A település legfontosabb közúti megközelítési útvonala a 8303-as út, ezen érhető el Pápa felől, illetve a 832-es főút csóti szakasza irányából is. Franciavágás nevű külterületi településrésze a 8301-es út mentén helyezkedik el.
A hazai vasútvonalak közül – megszüntetéséig – a MÁV 13-as számú Környe–Pápa-vasútvonala érintette, melynek két állomása is volt itt, de 2007. március 4-étől a vonalon nem közlekednek személyvonatok. Ugod vasútállomás a község északi szélén létesült, a 8303-as út vasúti keresztezésének keleti oldalán, közvetlen közúti elérését a 83 307-es számú mellékút biztosította. Franciavágás vasútállomás a névadó településrészt szolgálta ki, közúti elérését a 8301-es útból kiágazó 83 306-os számú mellékút tette lehetővé.
A Budapest-Pápa között közlekedő autóbuszjáratok útvonala a településen is keresztülhalad, így Budapestről átszállás nélkül is megközelíthető Ugod.

## Nevének eredete
Neve puszta személynévből keletkezhetett, magyar névadással. A Csák nemzetségből származó Ugodról, a 13. századi bakonyi ispánról kapta a nevét a település. A Csák nemzetségben gyakori Ugrin, Ugron (szláv eredetű szó, jelentése: 'magyar ember') kicsinyítő képzős alakja lehet az Ugod név.

## Története
A település környéke ősidők óta lakott. Területén a Kr. e. 15. században telepedett le egy ismeretlen eredetű, talán illír népcsoport, melyet temetkezési szokásaik alapján halomsíros kultúrának neveztek el. Legjelentősebb temetkezési helyük Ugod-Katonavágáson található, 184 halomsírral. A falu első írásos említése 1287-ből való. Középkori története szorosan kapcsolódik az itt állt váréhoz. A várat a Csák nemzetségbeli Ugod építtette. A községet és a várat a későbbiekben számos főúri család birtokolta, többek között a Garaiak, a Szapolyaiak, a Nádasdyak. A 16. században az Esterházy család birtokába került, és egészen 1946-ig a pápai uradalomhoz tartozott.
A 19. században Ugodon gyógyfürdő működött, melyet – az országban először – fúrt kút látott el vízzel.
A falu lakói elsősorban mész- és faszénégetéssel foglalkoztak, valamint több üveghuta is volt a településen.
Az 1902-ben átadott Pápa-Tatabánya közti vasút a községet is érintette. A vonalon 2007 márciusáig folyt személyszállítás.
A 20. század elején Veszprém vármegye Pápai járásához tartozott.
1910-ben 2105 lakosából 2058 magyar, 42 német volt. Ebből 2017 római katolikus, 25 evangélikus, 45 izraelita volt.

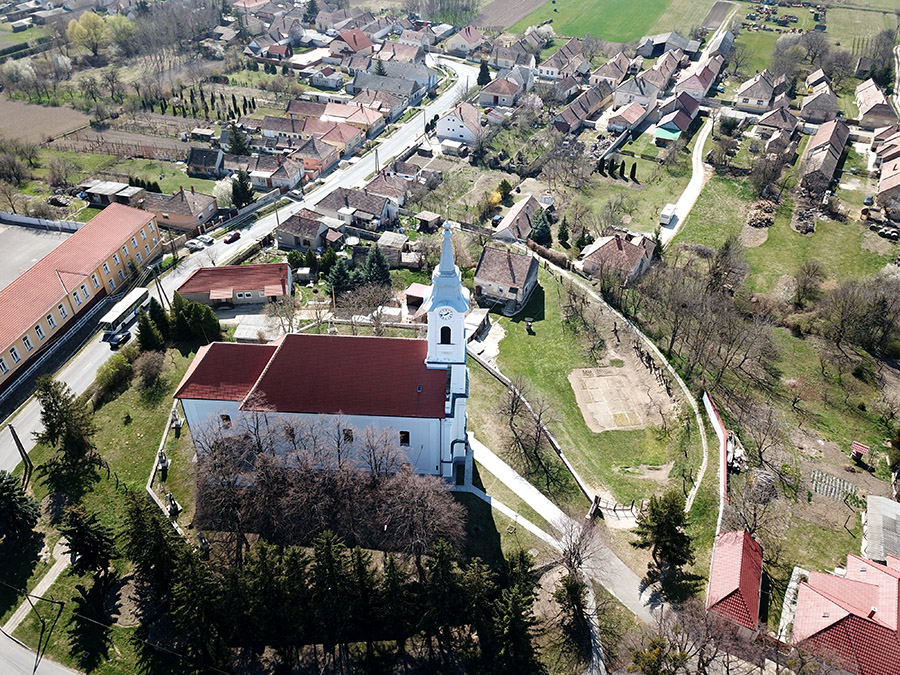
Ugod, várhely és templom - légi fotó

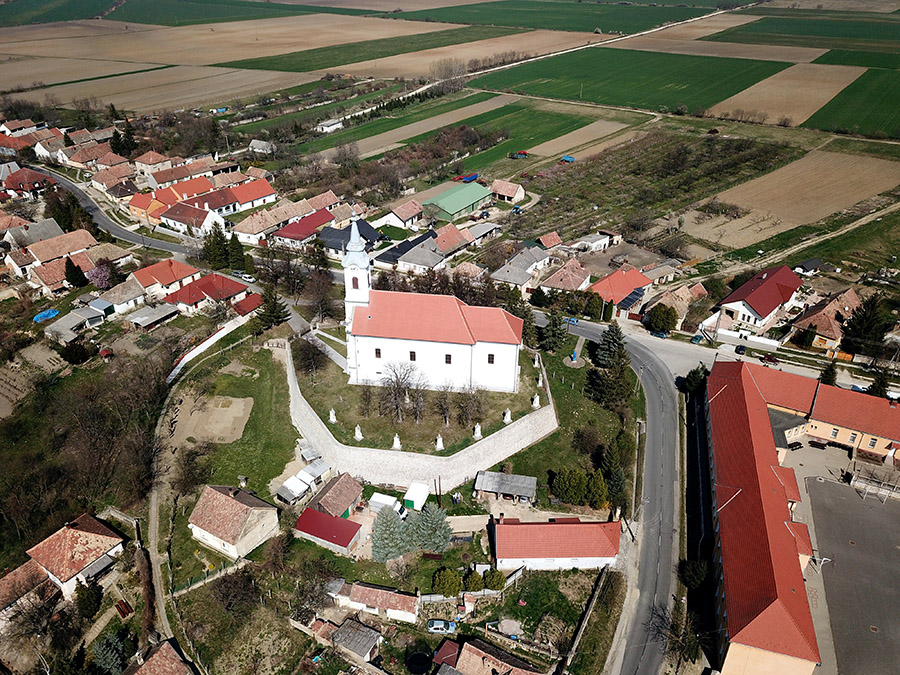
Ugod, várhely és templom - légi felvétel

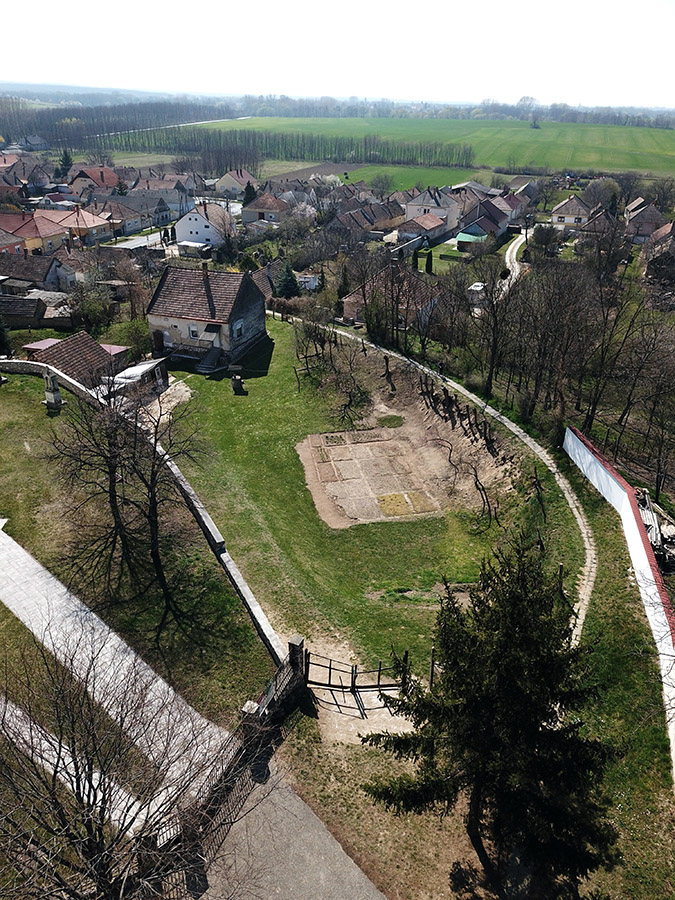
Ugod, várhely a magasból

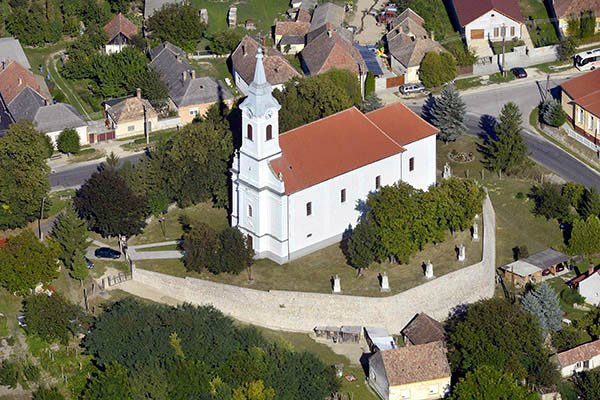

## Közélete

### Polgármesterei
- 1990–1994: Fodor Béla (Fidesz ugodi csoportja)[5]
- 1994–1998: Fodor Béla (független)[6]
- 1998–2002: Fodor Béla (független)[7]
- 2002–2006: Vörös Tibor (független)[8]
- 2006–2010: Vörös Tibor (független)[9]
- 2010–2014: Vörös Tibor Miklós (független)[10]
- 2014–2019: Vörös Tibor Miklós (független)[11]
- 2019–2024: Vörös Tibor (független)[12]
- 2024– : Szőke Zoltán (független)[1]

## Népesség
A település népességének változása:
| Lakosok száma | 1402 | 1378 | 1389 | 1265 | 1252 | 1241 | 1242 |
|               | 2013 | 2014 | 2015 | 2021 | 2022 | 2023 | 2024 |

A 2011-es népszámlálás során a lakosok 92,8%-a magyarnak, 9,1% németnek, 2,6% cigánynak, 0,4% románnak mondta magát (7% nem nyilatkozott; a kettős identitások miatt a végösszeg nagyobb lehet 100%-nál). A vallási megoszlás a következő volt: római katolikus 71,1%, református 5,9%, evangélikus 3,4%, felekezeten kívüli 4,4% (14% nem nyilatkozott).
2022-ben a lakosság 92,9%-a vallotta magát magyarnak, 2,8% németnek, 1,5% cigánynak, 0,1% románnak, 0,1% szerbnek, 1,4% egyéb, nem hazai nemzetiségűnek (7% nem nyilatkozott; a kettős identitások miatt a végösszeg nagyobb lehet 100%-nál). Vallásuk szerint 41,9% volt római katolikus, 4,6% református, 3,8% evangélikus, 0,3% görög katolikus, 0,3% izraelita, 0,1% ortodox, 1,1% egyéb keresztény, 0,5% egyéb katolikus, 8,1% felekezeten kívüli (39,1% nem válaszolt).

## Nevezetességei
- Római katolikus templom: az egykori vár helyén, a vár köveiből épült, Eszterházy Károly egri püspök építtette Fellner Jakabbal 1756-1759 között, barokk stílusban.

A templom homlokzati tornya csak félig lép ki a templom testéből, a hozzá csatlakozó oromfal szélein rokokó vázák vannak, a torony főpárkánya alatt Eszterházy Károly címere látható. Szentélye egyenes záródású. Az épület belső kiképzése hasonlít a pápai Nagytemploméra csak sokkal egyszerűbb és kisebb. Főoltára a pápai plébániatemplom oltárának másolata. Oltárképét Hubert Maurer festette. A kép később Tatára került, Frank Kristóf másolta le, és az ugodi oltárt ma is ez a másolat díszíti. A vörösmárvány keresztelőkutat Krisztus megkeresztelésének szoborcsoportja díszíti.
- Római katolikus plébániaház: 1795-ben épült barokk stílusban.
- Pietà-szobor: a plébániaház kerítésfalában, 18. századi, barokk.
- A volt erdőhivatal épülete.

## Híres emberek
- Itt született Kovács Dénes színművész, a Pécsi Nemzeti Színház örökös tagja.
- Itt született Prém Móric válogatott labdarúgó.

## Testvértelepülések
- Zsigárd, Felvidék